# Uwolnienie zakładników SS w Tyrolu Południowym
Uwolnienie zakładników SS w Południowym Tyrolu – akcja podjęta przez oddział Wehrmachtu pod dowództwem kapitana Wicharda von Alvenslebena, której celem było uwolnienie z rąk SS prominentnych więźniów obozów koncentracyjnych.
Ewakuacja 139 więźniów specjalnych z 17 krajów nastąpiła w trzech grupach z punktu zbiorczego w obozie koncentracyjnym Dachau. Mieli oni być zakładnikami Ernsta Kaltenbrunnera, który planował – mając taki argument w ręku – negocjować z zachodnimi aliantami zawieszenie broni. Wśród wyselekcjonowanych więźniów znajdowali się m.in. Kurt Schuschnigg z żoną i córką, Léon Blum z żoną, Miklós Kállay, były premier Węgier, Aleksandros Papagos, agenci brytyjskiego wywiadu Sigismund Payne Best i Richard Henry Stevens, generał Franz Halder z żoną, generał Alexander von Falkenhausen, Philipp von Hessen, Fritz Thyssen, Fabian von Schlabrendorff, duchowni Martin Niemöller i Johannes Neuhäusler, a także krewni Clausa Schenka von Stauffenberga i Carla Friedricha Goerdelera. Zakładnicy znajdowali się pod strażą oddziału SS, którego dowódca posiadał rozkaz, zgodnie z którym więźniów nie wolno było oddać żywych w ręce wojsk alianckich.
Transport trafił do Tyrolu Południowego, gdzie jednemu z więźniów, majorowi von Bonin, udało się telefonicznie poinformować dowództwo Wehrmachtu w północnych Włoszech o sytuacji uwięzionych. 30 kwietnia 1945 grupa żołnierzy Wehrmachtu pod dowództwem kapitana Wicharda von Alvenslebena uwolniła ich z rąk SS i zaopiekowała się nimi aż do przybycia wojsk amerykańskich w dniu 4 maja 1945. Następnie w dwóch grupach przetransportowano byłych zakładników przez Weronę i Neapol na Capri.
Wśród uwolnionych było 3 Polaków: Jan Iżycki, Stanisław Jensen i hrabia Aleksander Zamoyski.